# Johnson K. Duncan
Johnson Kelly Duncan (19 maart 1827 – 18 december 1862) was een Amerikaanse beroepsmilitair. Na een militaire loopbaan in het United States Army koos hij bij het begin van de Amerikaanse Burgeroorlog als een van de weinigen die in een Noordelijke staat was geboren voor de Geconfedereerde Staten van Amerika.

## Vroege jaren en loopbaan in het U.S. army
Duncan werd geboren op 19 maart 1827 in Chanceford Township, Pennsylvania. Hij werd op 1 juli 1845 toegelaten tot de United States Military Academy in West Point. Hij studeerde in juni 1849 af  als 5de in een klas van 43 kadetten. Hij werd benoemd tot gebrevetteerde tweede luitenant. Hij werd ingedeeld bij het Second U.S. Artillery. Kort daarna, op 31 oktober, werd hij bevorderd tot tweede luitenant en getransfereerd naar de Third Artillery. Zijn vuurdoop vond plaats tijdens de Seminole oorlogen in Florida.
Tussen 1850 en1853 diende hij in verschillende garnizoenen zoals in de Forten van Sullivan en Preble in Maine. Het krijgen van een promotie was niet altijd gemakkelijk in een klein, professioneel leger zoals het United States Army. Veel officieren haakten af en bouwden een loopbaan op buiten het leger. Duncan was daar geen uitzondering op. Op 24 december 1853 werd hij bevorderd tot eerste luitenant maar hij was het militaire leven beu. Hij werd assistant voor de Northern Pacific railroad en nam op 31 januari 1855 ontslag uit het leger.
Hij vestigde zich in Louisiana. Begin 1859 werkte hij samen met P.G.T. Beauregard om de New Orleans Mint te bouwen. Duncan was ook werkzaam als ingenieur, architect en landmeter. In 1861 werd hij benoemd tot hoofdingenieur voor de Board of Public Works in Louisiana.

## Amerikaanse Burgeroorlog
Toen de Zuidelijke staten een na een vertrokken uit de Verenigde Staten van Amerika en de Amerikaanse Burgeroorlog uitbrak, nam Duncan dienst in het Zuidelijke leger. Hij werd benoemd tot kolonel van het 1st Louisiana Regular Artillery Regiment. Op 7 januari 1862 werd hij bevorderd tot brigadegeneraal en kreeg hij de verantwoordelijkheid over de defensieve stellingen rond New Orleans en de Mississippi. Duncan was bevelhebber van de forten Jackson en St. Philip toen de Noordelijke marine onder vlagofficier David Farragut deze aanvielen. Op 25 april 1862 capituleerde Duncan. Hij werd gevangen genomen. Na een gevangenenruil werd hij stafchef bij generaal Braxton Bragg.
Op 18 december 1862 overleed Duncan aan de gevolgen van malaria in Knoxville, Tennessee. Hij werd begraven op de McGavock Confederate Cemetery in Franklin, Tennessee.